# Dorothy Layton
Dorothy Layton, nata Dorothy Violet Wannenwetch (Cincinnati, 13 agosto 1912 – Towson, 4 giugno 2009), è stata un'attrice statunitense.

## Biografia
Figlia di uno dei fondatori di un'importante compagnia di assicurazioni, la Western Southern Life Insurance Company, nacque a Cincinnati, nell'Ohio, ma crebbe a Virginia Beach e a Baltimora, nel Maryland. Nel 1929, una vacanza a Santa Barbara, in California, si trasformò in una stabile residenza. Conobbe Roger Marchetti, un influente avvocato di Hollywood, col quale stabilì una relazione e da lui fu introdotta nel jet-set dello spettacolo.
Esordì al cinema nel 1931 nelle brevi commedie comiche di Hal Roach: I polli tornano a casa e On the Loose, entrambi con Stan Laurel e Oliver Hardy. Nel 1932 fu scelta tra le 15 giovani WAMPAS Baby Stars. Il circo è fallito, Ospedale di contea e Il compagno B furono gli altri film con la celebre coppia in cui Dorothy Layton fece una breve apparizione. 
Nel 1933, la fine della relazione con l'avvocato Marchetti segnò anche il termine della breve esperienza hollywoodiana di Dorothy, che tornò a Baltimora, sposò l'industriale Howard Taylor ed ebbe due figli. Dopo il divorzio, lavorò per molti anni come impiegata al Keswick Health Care Centre, una clinica per anziani di Baltimora. Morì a 97 anni nel 2009 in una casa di riposo di Towson, presso Baltimora.

## Riconoscimenti
- WAMPAS Baby Star nel 1932

## Filmografia

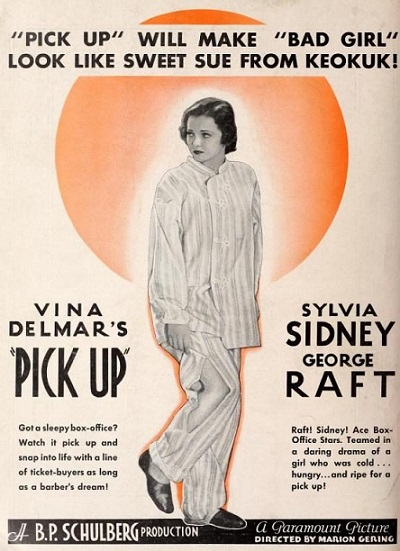
Poster del film Pick-up

- I polli tornano a casa (1931)
- On the Loose (1931)
- Red Noses (1932)
- Il circo è fallito (1932)
- Ospedale di contea (1932)
- Young Ironsides (1932)
- Il compagno B (1932)
- Taxi for Two (1932)
- Mr. Bride (1932)
- Fallen Arches (1933)
- Pick-up (1933)

## Fonti
- The Telegraph, Dorothy Layton, June 15, 2009